# Гора (Плесецкий район)
Гора — деревня в Плесецком районе Архангельской области.

## География
Находится в западной части Архангельской области на расстоянии приблизительно 22 км на запад-юго-запад по прямой от административного центра района поселка Плесецк на правом берегу реки Онега.

## История
В 1859 году здесь (деревня Горская или Горка Онежского уезда Архангельской губернии) было учтено 14 дворов. До 2021 года входила в Оксовское сельское поселение до его упразднения.

## Население
Численность населения: 94 человека (1859 год), 0 в 2002 году, 2 в 2010.